# Paul Taylor Dance Company

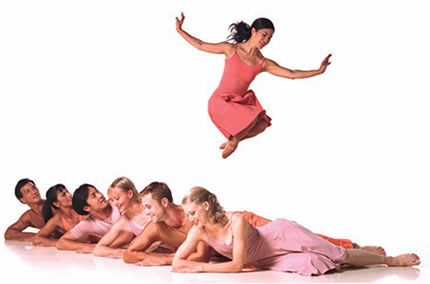
The Paul Taylor Dance Company interpretando Taylor's Esplanade

Paul Taylor Dance Company, es una compañía de danza moderna, formada por el bailarín y coreógrafo Paul Taylor, un coreógrafo estadounidense del siglo XX. Es una de las primeras compañías estadounidenses de baile moderno, tiene su sede en Nueva York, Nueva York y fue fundada en 1954.
Taylor actuó originalmente en las compañías de Merce Cunningham, Martha Graham y George Balanchine, y fundó la suya propia en 1954. Los bailarines y coreógrafos que han surgido de su compañía incluyen a Twyla Tharp, Pina Bausch, David Parsons, Laura Dean, Bettie de Jong, Dan Waggoner, Carolyn Adams, Elizabeth Keen, Christopher Gillis, Senta Driver, Amy Marshall, Lila York, Patrick Corbin y Takehiro Ueyama.
Michael Novak fue nombrado director artístico designado por Taylor en la primavera de 2018 y asumió el cargo de director artístico en septiembre de 2018 después de la muerte de Taylor.

## Historia
Paul Taylor Dance Company fue fundada en 1954. Una de las primeras compañías itinerantes de danza moderna estadounidense, Paul Taylor Dance Company se ha presentado en más de 520 ciudades en 64 países. En la mayoría de los años, aproximadamente la mitad de cada temporada de presentaciones se pasa de gira en los Estados Unidos. Actuaron por primera vez en Europa en 1960 y desde entonces han realizado giras por América Central y del Sur, América del Norte, India, China, Corea, Asia, Australia, Nueva Zelanda, Indonesia, África, Oriente Medio, los países bálticos y Rusia.
Twyla Tharp se unió a Paul Taylor Dance Company en 1963 y dos años más tarde formó su propia compañía. Carolyn Adams se unió a Paul Taylor Dance Company en 1965. Durante los diecisiete años de carrera de Adams con la compañía, protagonizó varias producciones importantes, incluidas Orbs en 1966, Big Bertha en 1971; Aureola y Explanada en 1975; y Le Sacre du Printemps (El ensayo) en 1980. Christopher Gillis se unió en 1976. Fue miembro hasta su muerte en 1993. Bettie de Jong se unió a Taylor Company en 1962. Conocida por su fuerte presencia en el escenario y su larga cola, era la pareja de baile favorita de Paul Taylor y, como actual directora de ensayo, fue su mano derecha durante el último medio siglo. Terminó su carrera de bailarina activa en 1985, pero sigue siendo la directora de ensayo de la compañía hasta el día de hoy.
La Escuela Taylor ha enseñado el estilo de Taylor a bailarines de nivel profesional desde 1984.
Taylor estableció Taylor 2 Dance Company en 1993 para garantizar que sus obras pudieran ser vistas por audiencias de todo el mundo, independientemente de las consideraciones económicas y las limitaciones logísticas de los lugares no tradicionales. Si bien Paul Taylor Dance Company todavía se presenta y realiza giras por todo el mundo, Taylor 2 se cerró temporalmente.
La compañía ha aparecido nueve veces en los programas de PBS (Public Broadcasting Service). En 1999, American Masters, una serie de PBS, transmitió el documental nominado al Oscar de Mathew Diamond acerca de Paul Taylor y su compañía (Dancemaker).
En el 2005, fue una de las 406 instituciones sociales y artísticas de Nueva York que recibieron parte de 20 millones de la corporación Carnegie, la cual fue posible gracias a una donación del alcalde de Nueva York Michael Bloomberg.
En 2015, Taylor comenzó un nuevo programa, llamado Paul Taylor American Modern Dance, en el que se incluyen obras de danza moderna de coreógrafos distintos de Taylor en la temporada anual de la compañía en el Koch Theatre del Lincoln Center.

## Actuaciones y repertorio
Las temporadas anuales de Nueva York de Paul Taylor Dance Company se han presentado en el Teatro David H. Koch del Lincoln Center desde 2012. Antes de eso, a partir de 1977, el centro de la ciudad de Nueva York albergaba las temporadas de la compañía, que normalmente duraban hasta tres semanas y comprendían hasta 20 bailes en una sola temporada.
Taylor creó numerosos bailes formales, a menudo con música clásica, con patrones complejos y formaciones intrincadas con tempos que varían con las secciones musicales, desde andante hasta allegro. Los ejemplos incluyen Esplanade, Brandenburgs, Mercuric Tidings, Aureole, Arden Court y Promethean Fire.
Taylor ha realizado muchas obras dramáticas. Algunos enumerados aquí incluyen Big Bertha, From Sea to Shining Sea, American Genesis, The Word, Speaking in Tongues, Le Sacre du Printemps (The Rehearsal), Last Look, Black Tuesday y To Make Crops Grow.

## Premios y reconocimientos
- Kennedy Center Honors (1992)
- MacArthur Fellowship (1985)
- Primetime Emmy Award for Outstanding Choreography (1992)
- Guggenheim Fellowship for Creative Arts (1961)
- Bessie Lifetime Achievement Award (2012)[10]